# Caleana
Caleana é um género botânico pertencente à família das orquídeas (Orchidaceae). Tem 1 espécie.

## Espécie
- Caleana major R.Br., Prodr.: 329 (1810)